# Martin Clasen
Martin Carl Clasen (* 10. August 1882 in Reinfeld (Holstein); † 9. November 1962 ebenda) war ein deutscher evangelisch-lutherischer Geistlicher, Genealoge und Heimatforscher.

## Leben
Martin Clasen war ein Sohn des Reinfelder Arztes Ernst Clasen (1849–1931) und seiner Frau Adele, geb. Nobbe (1848–1921). Er besuchte das Christianeum bis zum Abitur 1900 und studierte Evangelische Theologie, Germanistik und Geschichte an den Universitäten Leipzig, Marburg und Kiel. In Leipzig trat er dem Verein Deutscher Studenten bei.
Nach seinem Theologischen Examen in Kiel war er Vikar in Hanerau-Hademarschen. 1908 erfolgte seine Ordination zum Pastor der Evangelisch-Lutherischen Landeskirche Schleswig-Holsteins; seine erste Pfarrstelle erhielt er in Neustadt (Holstein). Am 1. Juni 1924 kam er zurück nach Reinfeld, wo er an der Reinfelder Kirche, die auf seinen Anstoß hin 1940 den Namen Matthias-Claudius-Kirche erhielt, bis zu seiner Pensionierung 1947 amtierte. Innerkirchlich engagierte er sich für das Gustav-Adolf-Werk.
Clasen war Mitglied im Vorstand des Verkehrsvereins Reinfeld und Verfasser zahlreicher Beiträge zur Geschichte Reinfelds und seines Klosters.
Er war ein Nachfahre Martin Luthers und von 1926 bis 1960 Vorsitzender der Lutheriden-Vereinigung.
Seit 1910 war er mit Anna, geb. Meyer (1890–1980) verheiratet. Das Paar hatte eine Tochter und vier Söhne, darunter den Pädagogen Adolf Clasen.

## Nachlass
Seine hinterlassene Sammlung zur Geschichte Schleswig-Holsteins, des Kreises Stormarn, Niedersachsens, Lübecks, Hamburgs und Zarpens sowie Materialien zu Zarpen wird im Landesarchiv Schleswig-Holstein verwahrt.

## Auszeichnungen
- 1959: Bundesverdienstkreuz am Bande

## Schriften
- Redende Häuser. In: Die Heimat. Bd. 22 (1912), Heft 12, Dezember 1912, S. 297–304 (Digitalisat).
- Zur Geschichte des Hospitals zum Hl. Geist vor Neustadt. In: Die Heimat. Bd. 24 (1914), Heft 2, Februar 1914, S. 42–49 (Digitalisat), Heft 3, März 1914, S. 76–81 (Digitalisat).
- Schleswig-Holsteins ältestes Pastorat. In: Die Heimat. Bd. 25 (1915), Heft 11, November 1915, S. 239–241 (Digitalisat).
- Die Bedeutung des religiösen Erlebnisses unserer Frontsoldaten für die christliche Gemeinde, Dresden-A.: Ungelenk 1916
- Die Neustädter Anstalt. Neustadt i. Holst.: Provinzial-Heil- u. Pflegeanstalt 1918
- Das Heilsau-Gebiet in seinen alten Wegen und Landstraßen. In: Nordelbingen, Bd. 10 (1934), S. 509–536.
- Wo lag Reinfelds erste Klostersiedlung? Eine neue Antwort auf eine alte Frage. In: Zeitschrift der Gesellschaft für Schleswig-Holsteinische Geschichte, Bd. 62 (1934), S. 319–345.
- (Hrsg.) Aus 750 Jahren deutscher Kultur und Geschichte: Reinfelder Gedenkblätter zu den Erinnerungsfeiern des Jahres 1936. Reinfeld i. Holst.: H. Garbe 1936
- Die einstige Reinfelder Klosterkirche im Lichte der Spatenforschung. In: Schriften des Vereins für Schleswig-Holsteinische Kirchengeschichte. Reihe II, Bd. 11 (1952), S. 14–30.
- Zwischen Lübeck und dem Limes: Nordstormarnsches Heimatbuch. Rendsburg: Möller 1952
- Reinfeld und Lüneburg im Mittelalter. In: Zeitschrift für Schleswig-Holsteinische Geschichte, Bd. 77 (1953), S. 141–166.
- Reinfeld und seine Äbte. In: Schriften des Vereins für Schleswig-Holsteinische Kirchengeschichte. Reihe II, Bd. 15 (1957), S. 17–84 u. Bd. 16 (1958), S. 7–96.
- (Hrsg.) Das neue Luther-Nachkommenbuch. Limburg a.d. Lahn: Starke 1960
- 775 Jahre Reinfeld: Zisterzienserkloster, Herzogschloss, Karpfenstadt. Reinfeld i. Holstein: Garbe 1962
- Zur inneren Geschichte des Reinfelder Klosters im Mittelalter. In: Schriften des Vereins für Schleswig-Holsteinische Kirchengeschichte. Reihe II, Bd. 19 (1963), S. 42–68.